# Azonhon Faton
Azonhon Faton (* 18. Januar 1957 in Porto-Novo; † 2008; eigentlich Faton Sêmèdéton B. Marie) war ein nigrischer Regisseur, Dramatiker und Schauspieler.

## Leben
Azonhon Faton stand 1966 im Schultheater zum ersten Mal auf einer Bühne. Er versuchte sich in verschiedenen Berufen – etwa als Fahrer, Mechaniker, Maurer und Hafenarbeiter – und machte schließlich ein Diplom als Bauelektriker. Er gewann Anfang der 1980er Jahre mehrere Preise für von ihm verfasste Stücke, die von Schultheatern in Niamey und Agadez aufgeführt wurden. Neben Dramen schrieb er auch Drehbücher für Kurzfilme.
Faton gründete 1987 in Niamey das unter seiner Leitung stehende Theaterensemble Messagers du Sahel („Boten des Sahel“), das in den 1990er Jahren als bekannteste private Theaterinitiative Nigers galt. Anders als die meisten anderen Truppen des Landes, die aus Gründen der Breitenwirksamkeit in den Nationalsprachen Nigers spielten, gebrauchten die Messagers du Sahel die Amtssprache französisch. Außer in Niger selbst trat die Truppe bei panafrikanischen Festivals im Ausland auf, etwa 1992 in Burkina Faso. Bei der Erarbeitung des Repertoires stand für Azonhon Faton die Leistung des Kollektivs im Vordergrund. Die Truppe pflegte einen realistischen Stil. Gleich anderen etablierten Ensembles in Niger wie der Truppe von Yazi Dogo und der ORTN-Truppen produzierten Fatons Messagers du Sahel auch Auftragsarbeiten für das nationale Fernsehen und für Nichtregierungsorganisationen.
Anzonhon Faton starb 2008 an den Folgen einer Krankheit.

## Dramen
- La langue mielleuse. 1981.
- Attention Professeur. 1982.
- Awa l’ambitieuse. 1982.
- Nous sommes tous coupables. 1987.
- Quel sort pour Zak ? 1988.
- Rêve déçu. 1989.
- Le Génie de Kamalo. 1991.
- Histoire du rêveur. 1994.
- Un mal mystérieux. 1997.
- Samira n’ira pas à l’école. 1997.
- Tanko, l’Enfant bafoué. 1998
- Si Wa Fa (Ne les tuez pas). 1998.
- Koula da yara (Prenons soin des enfants). 1998.
- Kalatchi (Le manger). 1999.
- Un retour providentiel. 2000.
- Papa Ma folie. 2000.[1]
- Suspens au tribunal.
- Le champ de l’espoir.
- L’avisée et l’incrédule.
- Espoir perdu.
- Les deux séducteurs.
- Notre administration.
- Pour une affaire de femme.
- Le sort d’une veuve.
- Kandé et Biba.
- Liberté de conscience.
- Djogol ou la magouille.
- Le désarroi d’une famille.
- Tu commandes je commande.
- La force de l’art.
- Azno et Mariam.
- Binta la fille modèle.
- Le démon du plaisir.
- L’enfant-trésor.
- On change la vue.[5]